# Купеческое собрание выборных
Купеческое собрание выборных — распорядительный орган купечества Москвы. Существовал с 1862 по 1917 годы.

## История
20 марта 1862 года было принято «Положение об общественном управлении города Москвы», в соответствии с которым создавалось Купеческое собрание выборных — организация, решавшая проблемы купечества и состоявшая из членов сословия, выбранных самим сословием. Все избиратели делились на участки, в каждый из которых входило 600 человек. Избирателем мог стать любой представитель 1 и 2 купеческой гильдии возрастом более 21 года, официально проживающий в Москве не менее 2 лет и получающий доход не менее 100 рублей в год от сдачи в наём недвижимости или от торговли. Женщинам участие в выборах запрещалось, при этом они могли передать свой голос мужу, дяде, брату, сыну или зятю. Выборы шли в течение 15 дней с обязательным присутствием на них губернского прокурора. Выборы проводились один раз в три года. На тех же выборах избирались члены Московского купеческого собрания, которые должны были быть старше 25 лет. Также избирались глава Купеческого собрания, его заместители, два члена Купеческой управы и заседатели. После выборов глава купечества обязательно утверждался на должность генерал-губернатором или градоначальником.
Обязательным требованием для обычных заседаний Собрания было присутствие 1/3 членов, во время принятие решений о принятии в купечество или исключении из него, а также при распределении повинностей должно было присутствовать не менее 1/2 членов Собрания. Решения Собрания считались легитимными только если на них поставили подпись не менее 2/3 членов.
Купеческое собрание набирало делопроизводителей, которые утверждались Распорядительной думой и назначалось на 6 лет.
При Купеческом Собрании выборных состояли постоянные комиссии: ревизионная, финансовая, о пользах и нуждах общественных. Были и временные комиссии — по сбору пожертвований, празднованию юбилеев и изменению доходов.
Одной из функций Собрания было вынесение решений по хозяйственным, финансовым, правовым и имущественным вопросам купечества.
Собрание выбирало гласных в Городскую думу, членов Купеческой управы, включая старшину, его заместителя и рядовых участников. Помимо этого, выбирались попечители благотворительных организаций, гильдейские старосты, члены Сиротского и Коммерческого судов, Биржевого комитета и Комитета по таможне. Купеческое собрание выборных принимало резолюции о принятии или исключении из купеческого сословия. Отчёты Купеческой управы проходили обязательное акцептование Купеческого собрания выборных, смету расходов и доходов, рекрутские наборы и благотворительность.
Купеческая управа была упразднена после публикации декрета ВЦИК и СНК «Об уничтожении сословий и гражданских чинов», от 11 ноября (по старому стилю) 1917 года.